# Beilschmiedia brevipaniculata
Beilschmiedia brevipaniculata är en lagerväxtart som beskrevs av C.K. Allen. Beilschmiedia brevipaniculata ingår i släktet Beilschmiedia och familjen lagerväxter. Inga underarter finns listade i Catalogue of Life.